# Małgorzata Curyło
Małgorzata Curyło (* 13. Januar 1994) ist eine polnische Sprinterin, die sich auf den 400-Meter-Lauf spezialisiert hat.

## Sportliche Laufbahn
2012 nahm sie erstmals an einer internationalen Großveranstaltung, den Juniorenweltmeisterschaften in Barcelona, teil. Dabei erreichte sie mit der polnischen Staffel den siebten Platz. 2013 gewann sie die Goldmedaille bei den Junioreneuropameisterschaften in Rieti mit der Staffel und schied im Einzelbewerb bereits in der Vorrunde aus. 2015 gewann sie die Silbermedaille bei den U23-Europameisterschaften in Tallinn mit der Staffel. Bei den IAAF World Relays 2017 auf den Bahamas verhalf sie der polnischen Mixed-Stafette zum vierten Platz.

## Persönliche Bestzeiten
- 200 m: 24,31 s, 18. Juni 2017 in Warschau
- 400 m: 52,73 s, 24. Juni 2017 in Krakau
  - Halle: 54,35 s, 20. Februar 2016 in Spała